# Rothschild & Cie Banque
Rothschild & Cie Banque е банка в Париж, Франция, която принадлежи на Rothschild & Co.
Предоставя услуги в областта на инвестиционното банкиране, управление на активи и управление на капитали във Франция.
Банката е наново създадена от Давид дьо Ротшилд, Ерик дьо Ротшилд и Едуар дьо Ротшилд през 1984 г. след национализацията през 1981 г. на банката на рода Ротшилд от социалистическото правителство на президента Франсоа Митеран. Банката е капитализирана за 1 млн. щатски долара и започва работа само с трима служители.
Отначало банката се е наричала Paris Orléans Banque, тъй като ѝ е било забранено да използва фамилията Ротшилд. Това ограничение отпада през 1986 г. и банката е преименувана на Rothschild et Associes Banque, а след това – на Rothschild & Cie Banque.
Понастоящем Rothschild & Cie Banque представлява френското отделение на Rothschild Group. Тя е сред водещите френски банки в областта на консултирането по въпросите на сливанията и поглъщанията, а също на частната банкова дейност.